# Дубовязовский спиртовой завод
Дубовязовский спиртовой завод (укр. Дубов'язівcький спиртовий завод) — предприятие пищевой промышленности в посёлке городского типа Дубовязовка Конотопского района Сумской области Украины.

## История
Спиртовой завод в селе Дубовязовка Конотопского уезда Черниговской губернии Российской империи был построен в 1888 году помещиком Зараховичем.

Старый цех завода

### 1918—1991
В первой половине ноября 1917 года в Дубовязовке была установлена Советская власть, но в конце марта 1918 года село оккупировали австро-немецкие войска, которые оставались здесь до ноября 1918 года. В дальнейшем, до декабря 1919 года село находилось в зоне боевых действий гражданской войны.
Восстановление спиртзавода и обеспечивавшего его сырьём сахарного завода началось в 1920 году, в 1926 году от станции Дубовязовка сначала к сахарному комбинату, а затем к спиртзаводу была проложена железнодорожная ветка, что позволило увеличить производительность предприятия и вывоз готовой продукции. Количество работников спиртзавода увеличилось до 88 человек.
В соответствии со вторым пятилетним планом развития народного хозяйства СССР спиртзавод реконструировали. В 1935 году рабочие завода активно включились в стахановское движение, в 1936 году на предприятии была создана комсомольская стахановская смена. В результате, в течение 1936 года завод ежемесячно перевыполнял плановые производственные показатели и завершил 1936 год с прибылью свыше 1 млн. рублей.
В ходе Великой Отечественной войны с 11 сентября 1941 до 7 сентября 1943 года село было оккупировано немецкими войсками, перед отступлением гитлеровцы разрушили посёлок (при этом сахарный комбинат, спиртзавод, клуб спиртового завода и ряд других зданий были полностью уничтожены).
В 1943 году началось восстановление спиртзавода, в 1944 году он был введен в эксплуатацию. В дальнейшем, в соответствии с четвёртым пятилетним планом восстановления и развития народного хозяйства СССР (1946—1950 гг.) спиртзавод был переоборудован и в 1947 году превысил довоенные объёмы производства.
В дальнейшем, спиртзавод был реконструирован и преобразован в Дубовязовский спиртовой комбинат.
В целом, в советское время спиртовой комбинат входил в число ведущих предприятий посёлка.

### После 1991 года
После провозглашения независимости Украины комбинат был переименован в Дубовязовский спиртовой завод.
В марте 1995 года Верховная Рада Украины внесла спиртзавод в перечень предприятий, приватизация которых запрещена в связи с их общегосударственным значением.
После создания в июне 1996 года государственного концерна спиртовой и ликеро-водочной промышленности «Укрспирт», завод был передан в ведение концерна «Укрспирт».
В июле 2000 года была утверждена государственная программа «Этанол», предусматривавшая расширения использования этилового спирта в качестве энергоносителя, и Дубовязовский спиртзавод (вместе с другими государственными спиртзаводами) был включён в перечень исполнителей этой программы.
В 2004 году заводская зерносушилка была продана днепропетровской фирме ООО «Медлев» и в дальнейшем использовалась на правах аренды (Дубовязовский спиртзавод относится к категории спиртзаводов, изготавливающих спирт из зерна).
Начавшийся в 2008 году экономический кризис осложнил положение всех пяти спиртзаводов Сумской области, годовая мощность которых в это время составляла более 3 млн декалитров спирта. В связи с сокращением платежеспособного спроса в 2008 году они произвели 1,5 млн декалитров, а до конца июня 2009 года — 500 тыс. декалитров спирта.
21 августа 2014 года хозяйственный суд Сумской области разрешил демонтаж заводской зерносушилки.
По состоянию на начало июня 2018 года Дубовязовский спиртзавод являлся одним из двух действующих спиртзаводов на территории Сумской области.

## Современное состояние
Завод производит медицинский этиловый спирт и спирт этиловый не денатурированный высшей очистки «экстра».